# Sugovica
A Sugovica (németül Schokovitz, horvátul/bunyevácul Šugavoda), más néven Kamarás-Duna a Duna egyik mellékága Bajánál. Keleti partján található a város központja, a nyugati parton pedig a Petőfi-sziget fekszik. 

## A név eredete
A közismertebb egy legenda, amely szerint a folyóág egy gazdag vízimolnár Súgó Vica nevű lányáról kapta a nevét, aki – miután apja visszautasította kedvese, egy szegény molnárlegény lánykérését – szerelmével együtt a folyóba ölte magát.[forrás?]
Valószínűbb, hogy a szláv „sugava voda” (romlott, piszkos víz) kifejezésből származik, mivel régebben dunai bejárata alacsony vízállás idején feliszapolódott, árvíz idején viszont a hordalék is átvonult rajta.
A Kamarás-Duna nevet – amelyet hivatalosan ma is visel – 1923-ban kapta, a név magyarosítására kiírt pályázat eredményeként.
A legújabb források szerint a név eredete az egykori Súgó településsel (Baja, Szeremle és Bátmonostor háromszög középpontjában terült el) van összefüggésben.

## Történelem
A mai Sugovica egyes feltételezések szerint egykor a Duna főága lehetett.

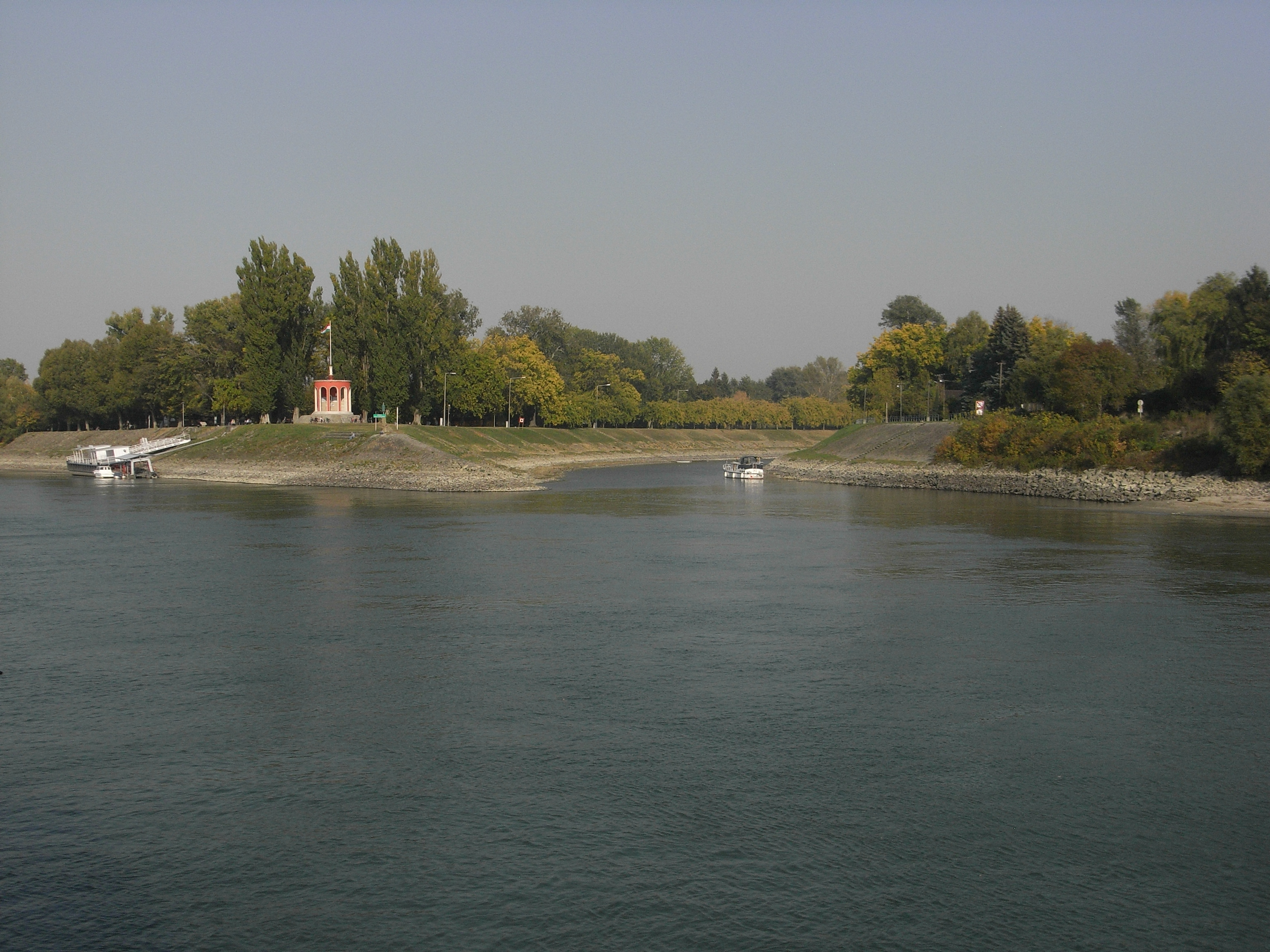
A Sugovica és a Duna összefolyása Bajánál. Háttérben a Türr István-emlékmű látható

A török időkben jelentős kikötővé vált, és később is az ország négy legfontosabb dunai kikötője közé tartozott. Téli kikötője jégzajlás idején menedéket biztosított a hajóknak.
A Sugovica jelentősége a Ferenc-csatorna tápcsatornája, a Baja-bezdáni tápcsatorna (a köznyelvben gyakran szintén Ferenc-csatorna) kiépítésével nőtt meg.[mikor?] A Sugovicából induló, Bátmonostor, Nagybaracska, Dávod, Hercegszántó és Küllőd területét érintő csatorna Bezdánnál csatlakozik a Ferenc-csatornához. Ekkor[mikor?] építették meg a tápcsatorna bejáratánál a Deák Ferenc-zsilipet, valamint a zsilipnél végződő Türr István-átvágást. A Szeremle felé kiágazó és ott a Dunába visszafolyó ágat (Szeremlei-Holt-Duna) a zsilip közelében egy töltéssel leválasztották a Sugovicáról.
A Sugovica torkolata ekkor még mintegy 500 m-rel feljebb volt a mainál, és mivel folyásiránnyal szemben csatlakozott a Dunához, könnyen feliszapolódott. A rendszeres kotrás 1916-tól elmaradt, így a Sugovica kapcsolata fokozatosan megszűnt a Dunával. Végül 1931 és 1936 között alakították ki a mai torkolatot. Rendezésével a bajai kikötő forgalma jelentősen megnőtt.

## Hidak

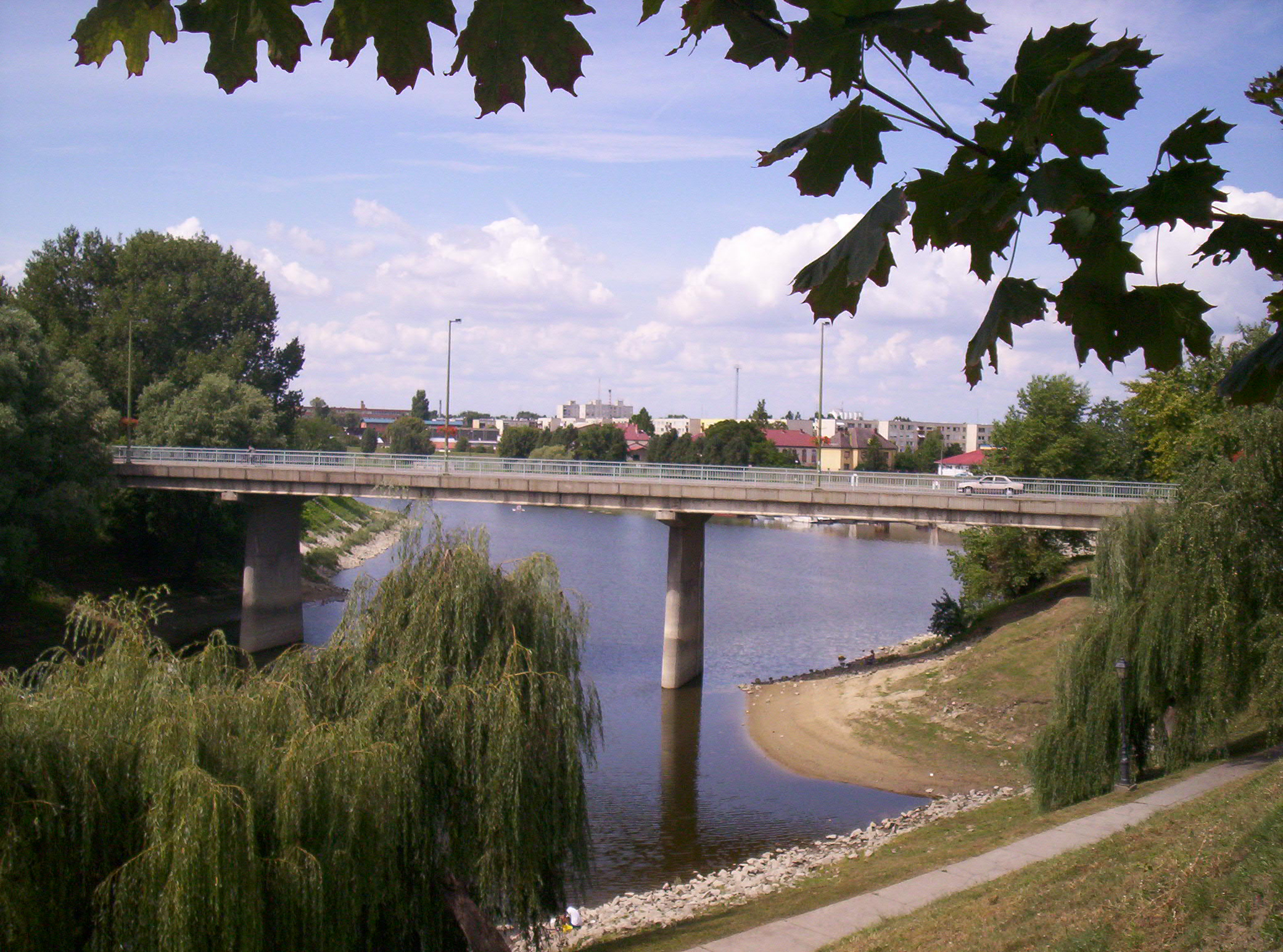
A Petőfi Sándor híd Baján, a Sugovica felett

A holtág felett a Petőfi Sándor híd ível át a 2+030 folyamkilométernél.

## Sport, szabadidő
A Sugovica a város lakói és látogatói számára számos szabadidős elfoglaltságra nyújt lehetőséget, például kajak-kenu, evezés, horgászat, fürdőzés. A legkedveltebb fürdőzőhely az északi parton található homokos strand. A régi víziszínpad helyén jachtkikötő működik.

## Külső hivatkozások
- Sejtelmesen súg a Sugovica – Gemenci Hírek / Bajai Napló